# Banca d'affari
Una banca d'affari è un istituto di credito il quale (diversamente delle banche commerciali) non permette depositi, ma offre servizi di consulenza alle società e gestisce i grandi patrimoni privati.

## Storia
Le istituzioni finanziarie ora denominate "Banche d'affari" o “Merchant Bank” sono, in effetti, le “banche” originali. Alcune banche d'affari tuttora esistenti possono in effetti vantare di discendere da famiglie di banchieri del Cinquecento (la Berenberg Bank, i vari rami dei Warburg), del Settecento (i Rothschild e i Barings), o del primo Ottocento (gli Schroders).
L'espressione francese banque d'affaire (da cui l'italiano "banca d'affari") e quella inglese merchant bank nacquero, però, solo nell'Ottocento, per distinguere le tradizionali banche private dalle nuove banche in forma di società per azioni, che si rivolgevano al grande pubblico, raccogliendone i depositi. Queste seconde si chiamarono banques de dépôt in francese e commercial banks in inglese.
Dopo la crisi del 1929 la separazione in due categorie di banche, almeno in alcune nazioni, fu imposta anche dalla legge.
Negli Stati Uniti il Glass-Steagall Act del 1933 impose la divisione fra commercial banks che raccoglievano i depositi, ma li potevano reimpiegare solo in titoli di stato, e Investment banks che potevano operare liberamente su titoli e partecipazioni societarie, ma non potevano raccogliere depositi. La storica banca d'affari JP Morgan scelse di diventare una banca commerciale, mentre si affermarono come merchant banks Morgan Stanley, First Boston, Kuhn Loeb & Co., Dillon Read, Salomon Brothers, Goldman Sachs, Lehman Brothers, Merrill Lynch.

## Caratteristiche
Nei diversi Stati del mondo e nei diversi periodi storici si sono usate espressioni diverse per indicare i diversi aspetti. In molti paesi il termine ricomprende tutte le Banche di investimento, che viene percepito come un sinonimo. In altre invece le banche di investimento non sono separate rigidamente dalle banche d'affari, in un sistema di banca mista tipica della Germania dell'inizio del Novecento.
I campi d'azione sono:
- consulenze per imprenditori, aziende e governi;
- gestione di acquisizioni, fusioni e ristrutturazioni di aziende;
- investimenti su materie prime, derivati e azioni a rischio;
- amministrazione di fondi d'investimento e fondi pensione.

## Tipologie
- Banca d'affari indica in prevalenza il ruolo di intermediario finanziario, che assiste le imprese nelle operazioni straordinarie (cessione di pacchetti, aumenti di capitale, collocamento di azioni e obbligazioni, scalate, fusioni, scissioni).
- Banca di investimento prevale il ruolo di investimento a medio o lungo termine, spesso con assunzione di capitale di rischio (azioni).
- Private bank quando prevale la raccolta di danaro da una clientela altamente selezionata, di cui vengono gestiti i portafogli.
- Merchant Bank nell'accezione antica era la banca specializzata sul credito su merci, passata poi agli investimenti mobiliari.
- Mediocredito banca specializzata nel credito mobiliare a medio e lungo termine, ma senza assunzione di partecipazioni azionarie.

## Nel mondo

### Italia
In Italia il titolo VI della legge bancaria del 1936 impose la separazione fra "banche di credito ordinario" che raccoglievano presso la clientela e prestavano solo a breve termine (credito per liquidità), e gli "istituti di credito a medio e lungo termine", specializzati nel credito per investimenti. Questi ultimi erano controllati dalle banche di credito ordinario. Fra di essi Mediobanca, nel periodo che va dagli anni Sessanta all'inizio degli Ottanta, sotto la guida di Enrico Cuccia ebbe un ruolo di "arbitro" dell'economia italiana per alcuni decenni.

### Regno Unito
Nel Regno Unito le banche d'affari sono anche note come “società di emissione di titoli di credito e accettazione”.

### Stati Uniti d'America
Negli Stati Uniti sono altresì conosciute come “banche di investimento”. Lo sviluppo tumultuoso delle banche d'affari è andato in crisi con il fallimento della Lehman Brothers, quarta banca d'affari in ordine di importanza, avvenuto nel settembre 2008. Poiché anche le altre banche d'affari hanno presentato gravi sofferenze, è entrato in crisi l'intero modello di banca d'affari che si sta evolvendo con una assimilazione sempre più marcata con le banche tradizionali, avvicinandosi così alla figura della banca universale.

## Istituti famosi

### Stati Uniti
- JPMorgan Chase
- Anthony Joseph Drexel
- George Peabody
- First Boston
- Kuhn Loeb & Co.
- Dillon Read
- Salomon Brothers
- Merrill Lynch
- Goldman Sachs
- Morgan Stanley
- Lehman Brothers

### Gran Bretagna
- Barings Bank
- N M Rothschild & Sons
- Schroders

### Germania
- Berenberg Bank
- Rothschild
- Warburg (famiglia)
- Mendelssohn (famiglia)
- Oppenheim (famiglia)
- BHF-Bank

### Francia
- Lazard
- Stern & Cie

### Svizzera
- Banca Lombard Odier & Co

### Italia
- Banca Zaccaria Pisa
- Mediobanca

### Giappone
- Nomura Holdings